# Cronologia de la història dels igbos
La història del poble igbo començà quan onades migratòries van portar els igbos al seu territori actual, al sud-est de Nigèria, a Igboland

## Segle XXX a. de C
| Any             | Data | Esdeveniment                                           |
| --------------- | ---- | ------------------------------------------------------ |
| c. Segle XXX aC |      | Hi ha presència d'homes a Igboland durant el Neolític. |

## Segle IX
| Any    | Data | Esdeveniment |
| ------ | ---- | --- |
| c. 850 |      | S'han trobat objectes de bronze a la ciutat d'Igbo-Ukwu. També espases de ferro, vasos de bronze i coure i ornaments, a més d'escultures de terracota |

## Segle XI
| Any  | Data | Esdeveniment                                                                          |
| ---- | ---- | ------------------------------------------------------------------------------------- |
| 1043 |      | Comença el Regne de Nri amb Eze Nri Ìfikuánim, el seu primer rei, segons la tradició. |

## Segle XV
| Any  | Data | Esdeveniment                                                        |
| ---- | ---- | ------------------------------------------------------------------- |
| 1434 |      | Exploradors de l'Imperi Portuguès entren en contacte amb els Igbos. |

## Seglexvii
| Any  | Data | Eesdeveniment                                                                     |
| ---- | ---- | --------------------------------------------------------------------------------- |
|      |      | El comerç d'esclaus atlàntic exporta milions d'igbos i altres africans a Amèrica. |
| 1630 |      | Comencen les Guerres Aro-Ibibio.                                                  |
| 1690 |      | S'estableix la Confederació Aro.                                                  |

## Seglexviii
| Any  | Data | Esdeveniment                                                                                    |
| ---- | ---- | ----------------------------------------------------------------------------------------------- |
| 1745 |      | Néix Olaudah Equino a Essaka. Posteriorment fou exportat i venut com esclau a Barbados el 1765. |
| 1797 |      | Mor Olaudah Equiano a Anglaterra com un home lliure.                                            |

## Seglexix
| Any       | Data       | Esdeveniment |
| --------- | ---------- | --- |
| 1807      | 25 de març | La llei Slave Trade Act 1807 ajudà a aturar la captura i el transport d'esclaus africans, entre els quals hi havia els igbos, a Amèrica. |
| 1830      |            | Exploradors europeus exploren el curs del Baix Níger i es troben amb els ibgos del nord.                                                 |
| 1835      |            | Néix a Sierra Leone Africanus Horton, fill d'un antic esclau igbo. Fou soldat, científic i nacionalista africà.                          |
| 1855      |            | William Balfour Baikie un metge naval arriba a Niger Igboland.                                                                           |
| 1880-1905 |            | Els britànics conquereixen el sud de Nigèria i Igboland.                                                                                 |
| 1885-1906 |            | Arriben missioners cristians a Igboland.                                                                                                 |
| 1891      |            | El Rei Ja Ja d'Opobo mor a l'exili, però el seu cos és retornat a Igboland per al seu enterrament.                                       |
| 1896-1906 |            | Uns 6000 alumnes igbos són educats a escoles de les missions.                                                                            |

## Segle XX
| Any       | Data         | Esdeveniment |
| --------- | ------------ | --- |
| 1901-1902 |              | La Confederació Aro entra en declivi per la Guerra Anglo-Aro. |
| 1902      |              | Fí de la Guerra Aro-Ibibio. |
| 1906      |              | Igboland esdevé part del Protectorat de Southern Nigeria. |
| 1914      |              | Nigèria es forma amb la unió de Northern Nigeria i Southern Nigeria. |
| 1929      | Novembre     | A Aba hi ha la lluita de les Dones Igbo (primer moviment feminista nigerià). |
| 1960      | 1 d'octubre  | Nigèria assoleix la independència de l'Imperi Britànic. Tafawa Balewa esdevé el seu primer Primer Ministre i Nnamdi Azikiwe el seu primer President. |
| 1966      | 16 de gener  | Es forma el Govern Federal Militar amb el General Johnson Thomas Umunanke Aguiyi-Ironsi com a Cap d'Estat i Suprem Comandant de la República Federal |
| 1966      | 29 de juliol | Un Cop d'Estat d'oficials de la Nigèria Septentrional desposen el Govern Federal Militar. El General Johnson T. U. Aguiyi-Ironsi és assassinat juntament amb Adekunle Fajuyi, Governador Militar de la Regió Occidental. El General Yakubu Gowon esdevé el tercer cap d'Estat de Nigèria. |
| 1967      |              | Violència etno-religiosa entre cristians igbos i musulmans hauses i fulani a l'est i al nord de Nigèria provoca una migració d'igbos que retornen a l'est de Nigèria. |
| 1967      | 30 de maig   | El General Chukwuemeka Odumegwu Ojukwu, Governador Militar de la Regió Eastern Nigeria declara la independència de la seva província, a la que anomena Biafra. Això provoca el principi de la Guerra de Biafra.                                                                           |
| 1970      | 8 de gener   | El General Emeka Ojukwu fuig a l'exili. El diputat Philip Effiong esdevé el nou President en funcions de Biafra. |
| 1970      | 15 de gener  | Phillip Effiong, president de Biafra es rendeix a les forces nigerianes d'Olusegun Obasanjo, futur president de Nigèria. Biafra torna a ser part de Nigèria. |